# Camponotus angusticeps
Camponotus angusticeps är en myrart som beskrevs av Carlo Emery 1886. Camponotus angusticeps ingår i släktet hästmyror, och familjen myror. Inga underarter finns listade.